# Brillac
Brillac (okzitanisch Brilhac) ist ein Ort und eine westfranzösische Gemeinde mit 607 Einwohnern (Stand 1. Januar 2022) im Département Charente in der Region Nouvelle-Aquitaine. Die Gemeinde besteht aus mehreren Weilern (hameaux) und Einzelgehöften.

## Lage
Der Ort Brillac liegt am Fluss Issoire in einer Höhe von etwa 210 m ü. d. M. rund 82 km (Fahrtstrecke) nordöstlich von Angoulême in der alten Kulturlandschaft des Angoumois, einem Teil der Charente, nahe der Grenze zum Limousin. Bis nach Poitiers sind es ebenfalls etwa 82 km in nordwestlicher Richtung. Im Gemeindegebiet mündet die Marchadaine in die Issoire.

## Bevölkerungsentwicklung
| Jahr      | 1800 | 1851 | 1901 | 1954 | 1999 | 2013 |
| Einwohner | 1130 | 1635 | 1563 | 1057 | 664  | 671  |

Der kontinuierliche Bevölkerungsrückgang Ende des 19. und im 20. Jahrhundert ist im Wesentlichen eine Folge des Verlusts an Arbeitsplätzen durch die Reblauskrise im Weinbau und die allgemein zunehmende Mechanisierung der Landwirtschaft.

## Wirtschaft
In früheren Jahrhunderten lebten die Einwohner als Selbstversorger vom Ertrag ihrer Felder und Gärten; auch Viehzucht wurde in geringem Umfang betrieben. Seit dem ausgehenden Mittelalter wurde der Weinbau in der Charente vorangetrieben, der jedoch nach der Reblauskrise nie mehr sein früheres Niveau erreichte. Stattdessen widmete man sich wieder der Feldwirtschaft und der Viehzucht. Landwirtschaft, Handwerk und Kleinhandel spielen auch heute noch die größte Rolle im Wirtschaftsleben des Ortes. Einige der leerstehenden Häuser sind als Ferienhäuser (gîtes) ausgewiesen.

## Geschichte
Brillac lag am Kreuzungspunkt der Römerstraßen von Burdigala (Bordeaux) nach Avaricum (Bourges) und von Vesunna (Périgueux) nach Pictavium (Poitiers). Vom 10. bis 18. Jahrhundert war der Ort Sitz einer Viguerie; er gehörte ursprünglich zum Bistum Limoges, wurde jedoch im 11. Jahrhundert von den Grafen von Angoulême annektiert. Im 14. Jahrhundert kam er zur Grafschaft Marche, wurde ein regional bedeutsamer Marktort und wurde befestigt.

## Sehenswürdigkeiten

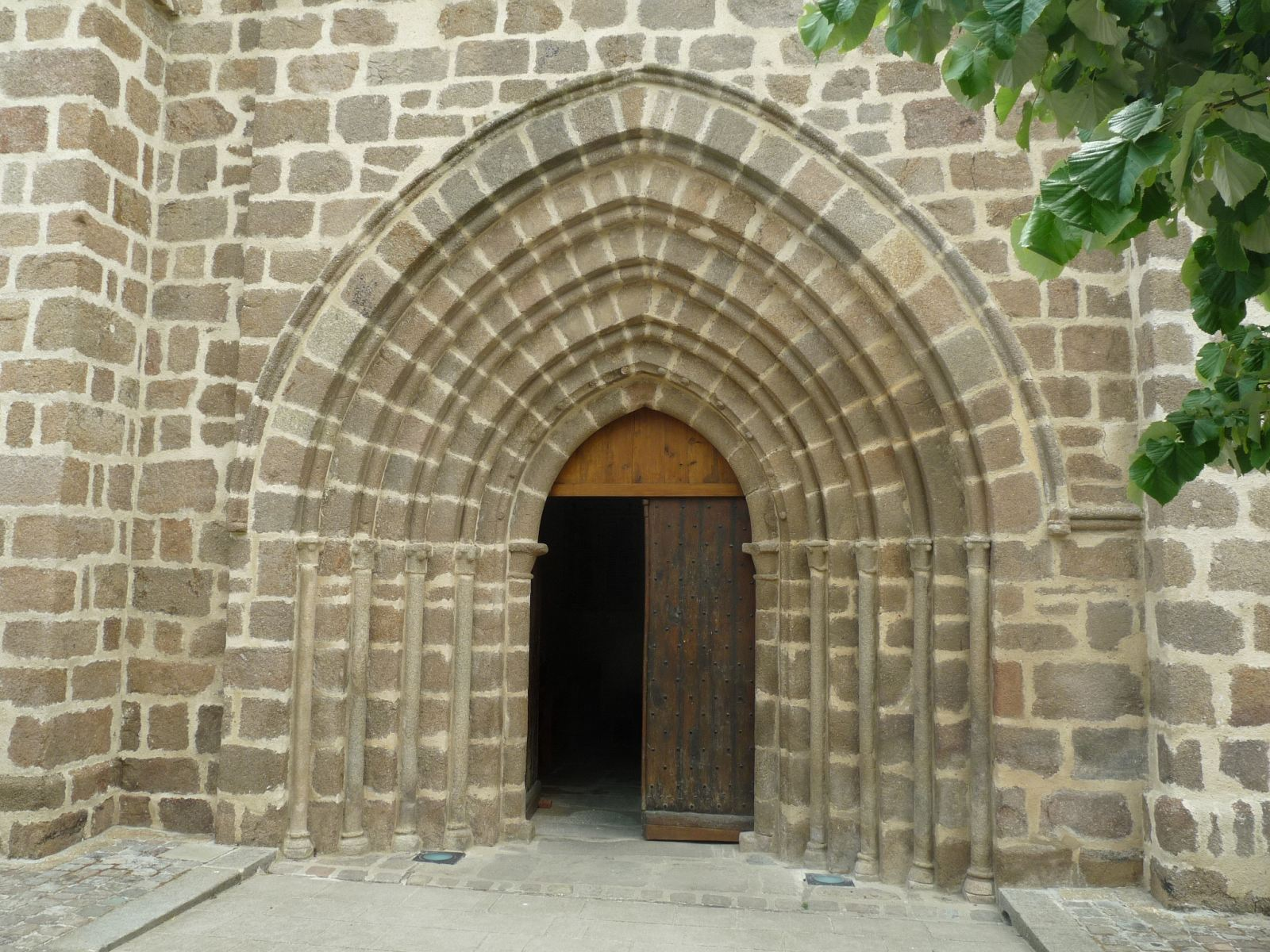
Portal der Kirche

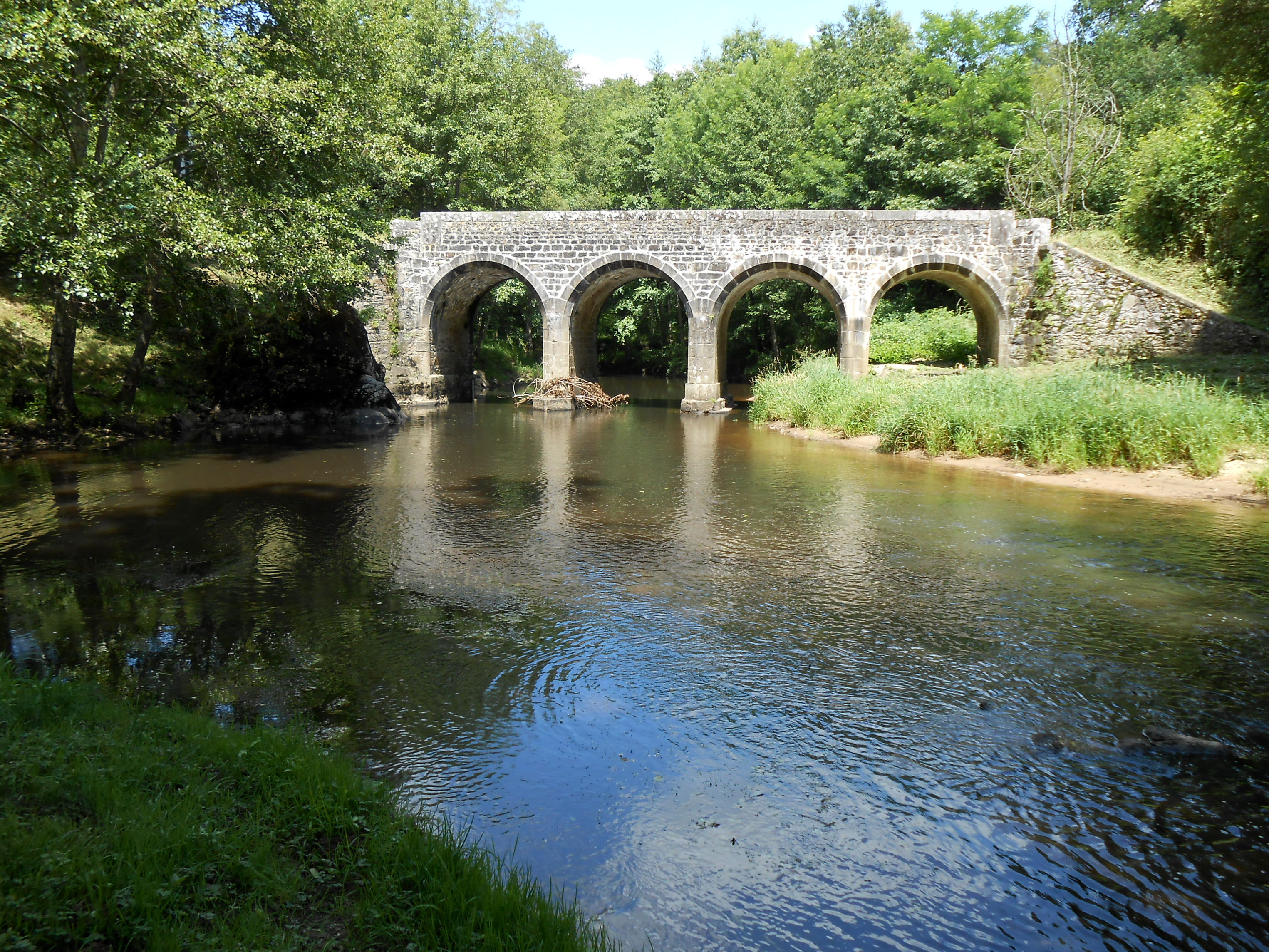
Pont Binot

- Die teils aus Bruchsteinen, teils aus Hausteinen gemauerte Pfarrkirche Saint-Pierre entstand in der Zeit um 1200; sie wurde jedoch danach immer wieder leicht verändert und im 19. Jahrhundert grundlegend restauriert. Dem mehrfach abgestuften und im Scheitel angespitzten Archivoltenportal auf der Südseite entspricht das Spitztonnengewölbe des von Seitenkapellen begleiteten Kirchenschiffs. Die polygonal gestaltete Apsis zeigt die übliche Kalottenwölbung. Das große Westfenster ist im Stil der Spätgotik gestaltet. Der Kirchenbau ist seit dem Jahr 2001 als Monument historique anerkannt.[2] Auch mehrere Teile der aus dem 16. bis 18. Jahrhundert stammenden Kirchenausstattung, darunter mehrere Figuren und Tabernakel, stehen unter Denkmalschutz.[3]
- Unweit der Kirche steht ein gemauertes Brunnenhäuschen mit flach geschwungenem Dach, über dessen Alter Unklarheit besteht.
- Das im Lauf der Zeit mehrfach umgebaute Fort de Brillac befindet sich im Ortszentrum, steht aber in Privatbesitz.
- Das Logis de Brillac ist ein Bau aus dem Jahr 1630; es befindet sich ebenfalls in Privatbesitz.

außerhalb
- Etwa dreieinhalb Kilometer südwestlich von Brissac auf dem Weg zur Nachbargemeinde Esse überquert eine nur noch von Wanderern genutzte Brücke (Pont Binot) den Fluss Issoire. Sie soll noch aus römischer Zeit stammen, wurde jedoch mehrfach umgebaut und erneuert.
- Nur eine verfallene Scheune aus Bruchstein beim ehemaligen Weiler Les Hautes Mesures erinnert an ein Priorat (Prieuré Saint-Marc), dessen Ursprünge unbekannt sind und das im 17. Jahrhundert nach einem Brand, der auch andere Häuser zerstörte, aufgegeben wurde.
- Von der Commanderie d’Aunac, einer im Jahr 1282 gegründeten Dépendance des nur wenige Jahrzehnte später (1307–1312) zerschlagenen Templerordens, ist nichts erhalten geblieben.